# 晴天乱気流
晴天乱気流（せいてんらんきりゅう、英：Clear-Air Turbulence 、略： CAT）とは、雲のような視覚的な兆候を全く伴わずに起きる気団の不安定な移動である。「エアポケット」と呼ばれることもある。

## 概要
大幅に異なる速度で移動している空気の塊同士が衝突する際に発生する。高高度（7,000-12,000m / 23,000-39,000フィート）ではジェット気流の周辺で頻繁に発生する。また、山脈の近辺で発生することもある。晴天乱気流は肉眼でもレーダーでも見つけることができないので、回避することも難しい。しかし、シンチレーション計などの光学的に乱流を測定する装置を使えば、遠方から検知することが可能である。
この種の乱気流は航空機の航行には危険な存在である。風速や風向が急激に変化することで、航空機の翼で生じる揚力が急速かつ予測不可能に変化し、激しい揺れが起きてしまう。旅客機が乱気流に遭遇すると、機内で乗客や客室乗務員が体を投げ出されて負傷することがある（稀な事例だが、1997年12月28日のユナイテッド航空826便乱高下事故や2024年5月21日のシンガポール航空321便乱高下事故のように死亡事故に至る場合もある）。